# Japa mala

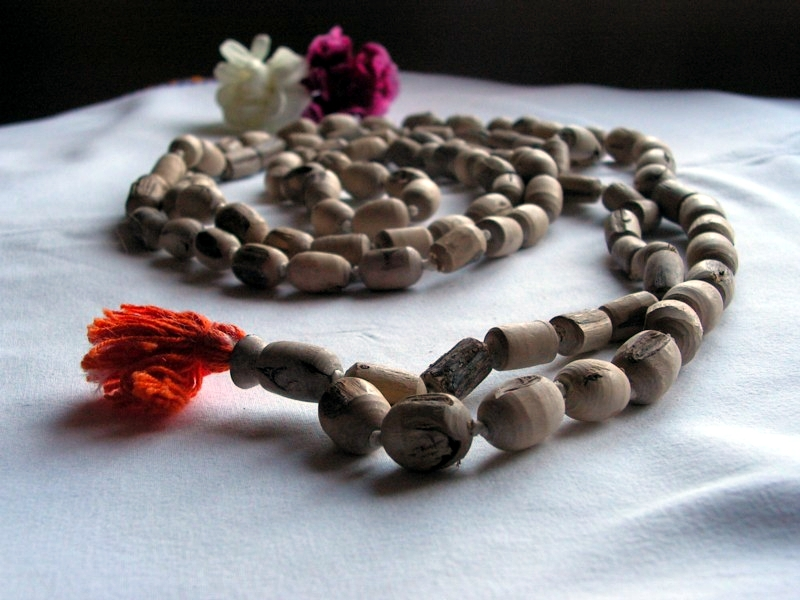
Un japa mala de fusta de tulasi.

Un japa mala o mala (en sànscrit: माला; mālā, que significa garlanda) és un collaret de comptes, similar al rosari cristià, que es fa servir en la pregària i la meditació hinduista, budista i sikh.
El mala s'utilitza per a repetir mentalment o verbalment un mantra, per tal d'aconseguir focalitzar o fixar la ment i per a allunyar-se de les distraccions. Habitualment, tenen 108 grans, com és habitual en l'hinduisme i en el budisme tibetà. Però aquest nombre pot variar en altres escoles budistes i en la tradició sikh, on hi ha males de 21 o 28 grans. En el budisme, el número 108 és el resultat de la fórmula 6x3x2x3, que vol dir els sis sentits de l'ésser humà (s'hi inclou la ment), els tres temps (passat, present i futur), les dues condicions del cor, ment o intenció (puresa i impuresa) i els tres estats emocionals o klesha (atracció, rebuig i ignorància). En el sikhisme el mala es pot fer servir també per a la repetició del nom de Déu, de manera similar al misbaha musulmà.